# Nado sincronizado no Campeonato Mundial de Esportes Aquáticos de 2015 - Rotina livre solo
A rotina livre solo do nado sincronizado no Campeonato Mundial de Esportes Aquáticos de 2015 foi realizada entre os dias 27 de julho e 29 de julho em Cazã na Rússia.

## Calendário
| Fase          | Data        |
| ------------- | ----------- |
| Eliminatórias | 27 de julho |
| Final         | 29 de julho |

## Medalhistas
| Ouro                    | Prata               | Bronze              |
| Natalia Ishchenko (RUS) | Huang Xuechen (CHN) | Ona Carbonell (ESP) |

## Resultados
| Pos.              | Nadadora             | Nacionalidade   | Eliminatória | Eliminatória | Final   | Final |
| Pos.              | Nadadora             | Nacionalidade   | Pontos       | Pos.         | Pontos  | Pos.  |
| ----------------- | -------------------- | --------------- | ------------ | ------------ | ------- | ----- |
| Medalha de ouro   | Natalia Ishchenko    | Rússia          | 96.5000      | 1            | 97.2333 | 1     |
| Medalha de prata  | Huang Xuechen        | China           | 95.2000      | 2            | 95.7000 | 2     |
| Medalha de bronze | Ona Carbonell        | Espanha         | 94.5000      | 3            | 94.9000 | 3     |
| 4                 | Anna Voloshyna       | Ucrânia         | 92.5333      | 4            | 93.1333 | 4     |
| 5                 | Yukiko Inui          | Japão           | 91.7333      | 5            | 92.4333 | 5     |
| 6                 | Jacqueline Simoneau  | Canadá          | 89.8000      | 6            | 90.2333 | 6     |
| 7                 | Linda Cerruti        | Itália          | 88.5000      | 7            | 89.2000 | 7     |
| 8                 | Margaux Chrétien     | França          | 85.6667      | 10           | 86.6000 | 8     |
| 9                 | Mary Killman         | Estados Unidos  | 86.8000      | 8            | 86.6000 | 9     |
| 10                | Evangelia Platanioti | Grécia          | 86.7000      | 9            | 86.3333 | 10    |
| 11                | Anastasia Gloushkov  | Israel          | 85.4000      | 11           | 85.3000 | 11    |
| 12                | Kang Un-ha           | Coreia do Norte | 83.4333      | 12           | 83.7000 | 12    |
| 13                | Nadine Brandl        | Áustria         | 82.6667      | 13           |         |       |
| 14                | Sascia Kraus         | Suíça           | 80.8333      | 14           |         |       |
| 15                | Etel Sánchez         | Argentina       | 79.7000      | 15           |         |       |
| 16                | Eszter Czékus        | Hungria         | 79.4000      | 16           |         |       |
| 17                | Marlene Bojer        | Alemanha        | 77.0667      | 17           |         |       |
| 18                | Rebecca Domika       | Croácia         | 76.9667      | 18           |         |       |
| 19                | Reem Abdalazem       | Egito           | 76.1667      | 19           |         |       |
| 20                | María Villasena      | Venezuela       | 74.2333      | 20           |         |       |
| 21                | Defne Bakırcı        | Turquia         | 73.4667      | 21           |         |       |
| 22                | Lee Lee Yhing Huey   | Malásia         | 73.0333      | 22           |         |       |
| 23                | Uhm Ji-wan           | Coreia do Sul   | 72.5000      | 23           |         |       |
| 24                | Daniela Bozadzhieva  | Bulgária        | 72.3000      | 24           |         |       |
| 25                | Cho Man Yee Nora     | Hong Kong       | 69.2333      | 25           |         |       |
| 26                | Cristy Alfonso       | Cuba            | 68.3667      | 26           |         |       |
| 27                | Kerry Norden         | África do Sul   | 65.6667      | 27           |         |       |